# Дмоховский, Владислав Карлович
Владислав Карлович Дмохо́вский (7 (19) апреля 1877 года, Москва — 26 мая 1952 года, там же) — советский учёный в области фундаментостроения, доктор технических наук (1937), генерал-майор инженерно-технической службы (1943), заслуженный деятель науки и техники РСФСР.

## Биография
Владислав Карлович Дмоховский родился 7 апреля 1877 года в Москве.
В 1898 году окончил Императорский Московский университет, в 1902 году — Институт инженеров путей сообщения в Санкт-Петербурге.
Место работы: Московский институт инженеров железнодорожного транспорта, с 1928 года — начальник кафедры Военно-инженерной академии им. В. В. Куйбышева.
Область научных интересов: свайные основания сооружений, динамическая устойчивость фундаментов, туннелей и гидротехнических сооружений.
Как консультант Владислав Карлович Дмоховский принимал участие в создании таких сооружений как Днепрострой, Московский метрополитен, Магнитострой, высотки Москвы. В 1927—1934 годах принимал участие в составлении «Технической энциклопедии» в 26-и томах под редакцией Л. К. Мартенса, автор статей по тематике «фундаменты и основания».
Скончался в 1952 году в Москве. Похоронен на Введенском кладбище (8 уч.).

## Награды и звания
- Орден Трудового Красного Знамени
- 2 ордена Красной Звезды
- медали

## Научные труды
- Проектирование и расчет земляных работ. 3-е изд., М.-Л., 1928;
- Основания и фундаменты. М.-Л., 1940 (совместно с Н. Н. Богословским)